# Pantalles QLED
Les pantalles QLed són una evolució de les pantalles LED LC, utilitzades en la majoria dels televisors. Qled és l'abreviatura de Quantum Led, i la nomenclatura ve donada per la utilització de punts quàntics en els televisors. Els punts quàntics són partícules semiconductores que emeten llum d'una determinada longitud d'ona (color) al rebre corrent, i que depèn de la mida de la partícula quàntica.

## Precisió de color

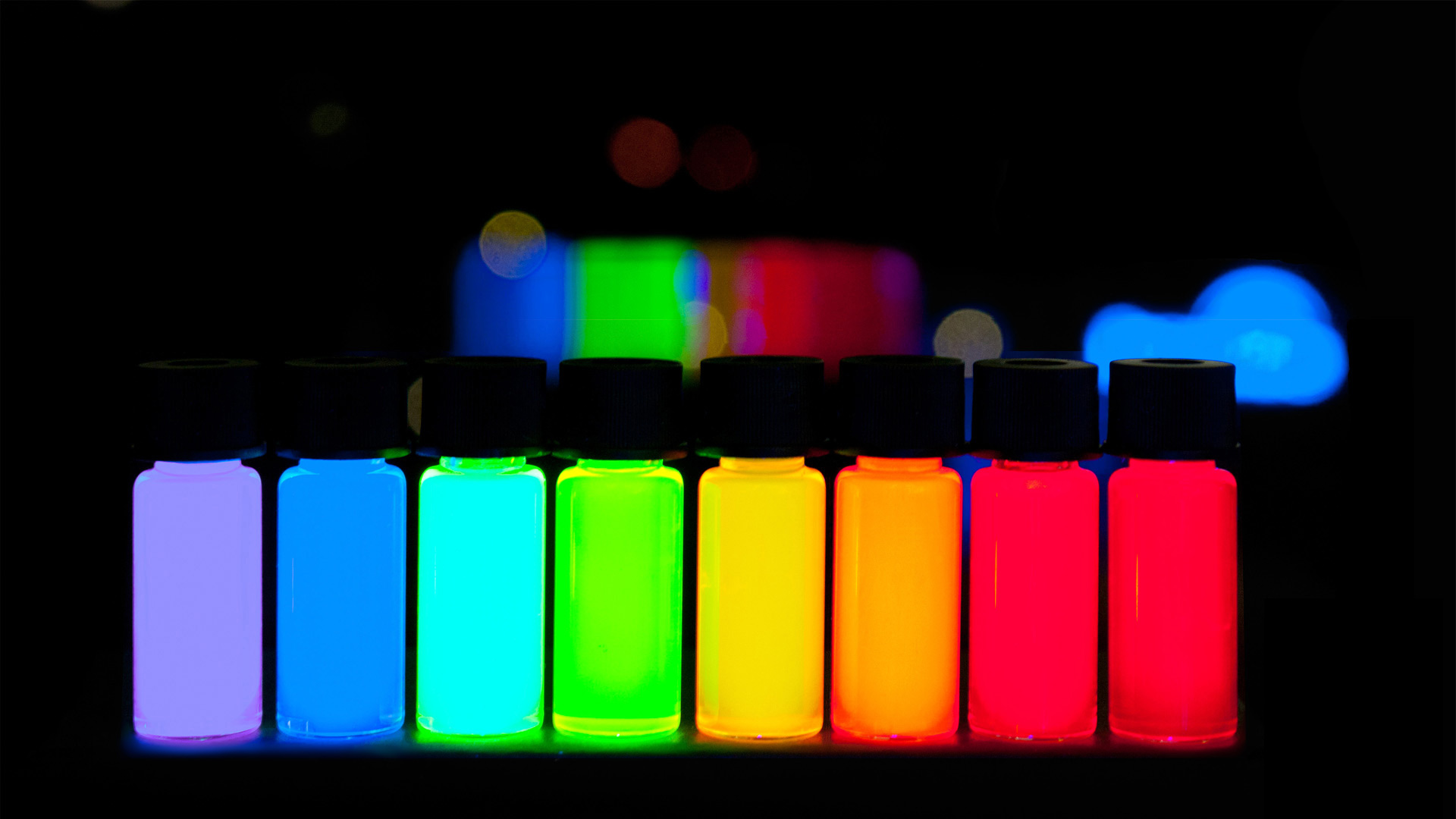
Punts quàntics en escala de dos fins a deu nanòmetres

Els punts quàntics poden variar entre dos i deu nanòmetres, i produeixen diferents colors depenent de la seva mida. És a dir, els més petits s'enfoquen en el blau mentre els més grans ho fan en el vermell: per una partícula quàntica de 6 nm, la llum que emet és d'una longitud d'ona aproximada de 650 nm, corresponent al color vermell. Per una partícula de 3 nm, la longitud d'ona serà de 510 nm, que correspon al color verd i finalment per partícules de 2 nm, la longitud d'ona serà d'uns 450 nm, que pertanyerà a la del color blau.
Amb això s'aconsegueix una manera diferent que les pantalles produeixin colors, en lloc de l'habitual combinació de LED blancs i filtres de colors.
Es tracta de produir colors primaris més saturats i definits amb major precisió a partir dels LED blaus en contraposició dels que es poden obtenir en el ventall de llum ampli i imprecís que està associat als LED blancs.

## Composició
Les pantalles QLED tenen una capa amb aquests punts quàntics en lloc d'una làmina de cristall líquid, el que permet aconseguir major brillantor i fidelitat de color, millors angles de visió i un contrast més elevat, amb tons negres més profunds.
Aquesta tecnologia es pot aplicar a les pantalles de diferents maneres, totes elles tenen el seu cost particular, així com eficiència i avantatges en el seu rendiment. Es poden col·locar en tubs o dins de pel·lícules unides a la superfície emissora d'una llum de fons, amb LED blaus, ja sigui a la vora o muntats directament, que il·luminen la pel·lícula.

## Pantalles fotoluminiscents i electroluminescents
Una distinció important és la diferència entre els punts quàntics fotoluminiscents i els electroluminescents:
L'enfocament de les pantalles fotoluminiscents utilitza una llum externa per estimular els punts quàntics. Aquesta és la tecnologia que actualment es fa servir en les pantalles QLED.
L'enfocament electroluminescent, per altra banda, aplica l'electricitat individualment a cada punt quàntic per generar una imatge auto emissora on essencialment cada píxel crea la seva pròpia llum. Aquesta tecnologia, però, encara està lluny per al seu llançament comercial.

## Mercat
Les pantalles QLED trigaran encara a dominar el mercat. Actualment són molt cares i estan enfocades als televisors més exclusius del mercat. Es preveu que amb el temps aquesta tecnologia també passi a d'altres dispositius com Smartphones o tablets. Una de les marques que més fort ha apostat per la tecnologia QLED és SAMSUNG, en la seva gamma de televisors Prèmium.